# Autodérision
 (septembre 2013).
L'autodérision est le fait de se tourner soi-même en dérision. Elle peut être utilisée comme une forme d'humour, ou pour diminuer des tensions interpersonnelles. Le comédien fait une blague ou des déclarations ironiques sur lui-même ou sur sa propre culture, sans être guidé par un motif d'estime de soi, afin de susciter de la part des autres des remarques inverses. L'autodérision n'est pas considérée comme arrogante ; des comédiens l'utilisent ainsi pour améliorer leur image auprès du public et pour faciliter l'identification des spectateurs avec l'artiste.

## Présentation
Forme d'humour basée sur un critique humoristique de soi-même ou de son propre groupe culturel, l'autodérision est un des moteurs de l'humour anglais comme de l'humour juif. Pour Adam Biro, on la retrouve également dans l'humour afro-américain, et ceci dès l'époque de l'esclavage.

### Cause
Cette tradition trouverait son origine dans les récits de Till l'Espiègle.[réf. nécessaire]
Dans le domaine des études éthologiques (étude du comportement animal), les « comportements inefficaces » (ou du moins, signalés comme n'étant pas dominants) ont pour effet de réduire l'agressivité et donc l'effet de compétitivité. Cela peut rejoindre l'idée qui permet de « diminuer des tensions interpersonnelles » avec l'autodérision.

### Aspects psychologiques
Selon une recherche scientifique effectuée en Espagne, l'autodérision n'aurait pas forcément un aspect négatif. Selon Jorge Torres Marín, principal auteur de cette recherche,  « les effets de ce style d’humour sur le bien-être peuvent différer selon les pays », il serait donc nécessaire de mener de nouvelles études en tenant comptes de différentes données culturelles. Selon le psychiatre français Jean-Christophe Seznec, la fait de rire de soi peut être bénéfique mais il ne doit pas être destructeur en se basant sur une forme d'humiliation.

### Exemples
Ce procédé est utilisé par de nombreux comédiens, dont : Chris Farley, Conan O'Brien, Phyllis Diller, Adam Carolla, Jon Stewart, Artie Lange, Rodney Dangerfield, Woody Allen, David Letterman, Larry David, Jim Gaffigan, The Chaser, Louis CK et, vers la fin de sa carrière, George Burns. Ils ont construit des sketches comiques entièrement consacrés à leur propre perception de leur faible attractivité physique en raison de leur poids, de leur âge, ou de leur manque de succès auprès du sexe opposé.

« J'ai été longtemps un jeune conformiste, et sans doute formiste était-il de trop. »

— François Bayrou

« Je suis tellement hostile au cumul des mandats que je n’en ai plus aucun. »

— Benoît Hamon

« La fièvre typhoïde est une maladie terrible : ou on en meurt, ou on en reste idiot. J'en sais quelque chose : je l'ai eue. »

— Patrice de Mac Mahon
Alors qu'il faisait son entrée, à plus de 76 ans, à l'Académie française :

« À mon âge, l'immortalité est devenue une valeur refuge. »

— Valéry Giscard d'Estaing

« Vous pouvez me traiter de vieil homo chauve, sans talent et qui ne sait pas chanter, mais ne mentez pas à mon sujet. »

— Elton John
Alors qu'on lui demandait son handicap au golf :

« Je suis un borgne noir et juif : le voilà, mon handicap. »

— Sammy Davis Jr.

« J'ai subi tellement d'opérations de chirurgie esthétique qu'à ma mort, on fera don de mon corps à Tupperware. »

— Joan Rivers

« Les blagues sur les blondes ne me dérangent pas parce que je sais que je ne suis pas vraiment bête. Je sais aussi que je ne suis pas vraiment blonde. »

— Dolly Parton

« Passer de Ministre à promeneur de son chien suppose un énorme travail sur soi-même. »

— Renaud Donnedieu de Vabres

« Être ancien Ministre, c'est s'asseoir à l'arrière d'une voiture et s'apercevoir qu'elle ne démarre pas. »

— François Goulard
Dans sa chanson Les Aveux, écrite par le chanteur Michel Delpech et composée par Guy Skornik, l'auteur-interprète évoque un prince charmant fatigué ainsi que son beau cheval blanc avec « son épée d'or est en fer blanc »... Ce texte se présente en fait comme une autodérision de la part du chanteur.